# Avancy
Avancy est une ancienne commune française du département de la Moselle, rattachée à Sainte-Barbe depuis 1810.

## Toponymie
- Anciennes mentions : Vancey, Aivencey (1404) ; Aivancey (1490) ; Avancey (1514)[2].
- En lorrain : Vanci[2]. En allemand : Ebeningen (1940-1944).

## Histoire
C'était un village de l’ancienne province des Trois-Evêchés (bailliage et coutume de Metz). Il était annexe paroissiale de l'abbaye de Sainte-Barbe.
En 1817, Avancy comptait 117 habitants, 23 maisons et un territoire productif de 344 hectares dont 59 en bois.

## Démographie
| 1793 | 1800 | 1806 |
| ---- | ---- | ---- |
| 106  | 119  | 105  |